# 台中市公車115路
台中市公車115路停駛前行駛自台中車站到台中航空站 ，主要行使於大雅路及中清路，為機場快捷公車，中途只停靠重點站。

## 歷史
- 2011年6月28日：通車。
- 2011年11月28日：6115路路線合併至本路線，且班次由10班增至22班。
- 2013年8月30日：調整發車時刻，總班次不變。
- 2014年6月1日：新增「五常里」、「頂賴厝」、「下水湳」、「大德國中」、「貿易三村」、「港尾」、「頭張（中清路）」、「大華國中」、「中清雅潭路口」、「大雅分駐所」、「中清清泉路口」、「清泉里」、「公明里」等13站位，由原14站位增至27站位。[2]
- 2015年4月1日:路線撤除停駛。（替代路線→9路）

## 路線基本資料
全程行車里數約20公里，全程行車時間約1小時20分。來回各14站。
本路往台中航空站方向自台中火車站起，沿台灣大道、三民路 、五權路 、大雅路、中清路到台中航空站 。
本路線往台中火車站方向自台中航空站起，沿中清路、大雅路、五權路、三民路、中山路、自由路、台灣大道到台中火車站。

### 停駛前時刻表
- 時刻表僅供參考，請以臺中客運網站公告為準。

| 臺中火車站開時刻 | 臺中火車站開備註 | 臺中航空站開時刻 | 臺中航空站開備註 |
| 06:00            | -                | 07:00            | -                |
| 08:05            | -                | 09:15            | -                |
| 10:25            | -                | 11:40            | -                |
| 11:40            | -                | 12:50            | -                |
| 14:00            | -                | 15:10            | -                |
| 14:40            | -                | 15:50            | -                |
| 16:20            | -                | 17:40            | -                |
| 17:00            | -                | 18:40            | -                |
| 19:25            | -                | 20:35            | -                |
| 20:00            | -                | 21:05            | -                |
| 21:50            | -                | 22:50            | -                |

### 收費
依里程計費；刷卡八公里免費

### 停站
參見右側站牌路線圖。